# Deslandres (Mondkrater)
Deslandres ist ein Einschlagkrater im Süden der Mondvorderseite am südlichen Rand des Mare Nubium, östlich des Kraters Pitatus und nordwestlich von Walter.
Es handelt sich um ein Ringgebirge mit einem Durchmesser von über 200 Kilometern, das gleichwohl durch seine starke Erosion nur wenig auffällig ist.
In seinem Inneren liegen die Krater Hell und Lexell.
Der Krater wurde 1948 von der IAU nach dem französischen Astronomen Henri-Alexandre Deslandres offiziell benannt.